# Cubelo (Arzúa)
Cubelo (en gallego y oficialmente, O Covelo) es una aldea española, actualmente despoblada, que forma parte de la parroquia de Brandeso, del municipio de Arzúa, en la provincia de La Coruña.